# الصحة في الإمارات العربية المتحدة
يواصل قطاع الصحة في دولة الإمارات حضوره المتميز وريادته الإقليمية والدولية على مستوى الخدمات الطبية والإنجازات العلمية حيث حققت الإمارات أعلى معدل نمو للإنفاق على الرعاية الصحية في دول مجلس التعاون الخليجي، حيث ينمو الإنفاق على الرعاية الصحية في الدولة بمعدل نمو سنوي مركب قدره 7.4% ليصل إلى 30.7 مليار دولار (112.6 مليار درهم) بحلول عام 2027، حسب تقرير «ألبن كابيتال»
كما تحتل الامارات المركز الأول عالمياً، في عدد المنشآت الصحية الحاصلة على الاعتماد الدولي وفقا لتقارير اللجنة الدولية المشتركة لاعتماد المنشآت الصحية/JCI/.
وفي عام 2024 كشفت تقارير التنافسية العالمية الصادرة عن المنظمات الدولية، أن دولة الإمارات حققت المركز الأول في 11 مؤشراً يتعلق بالقطاع الصحي، مايؤكد التقدم الكبير الذي وصلت إليه الدولة في مجال توفير خدمات الرعاية الصحية بمعايير عالمية. 

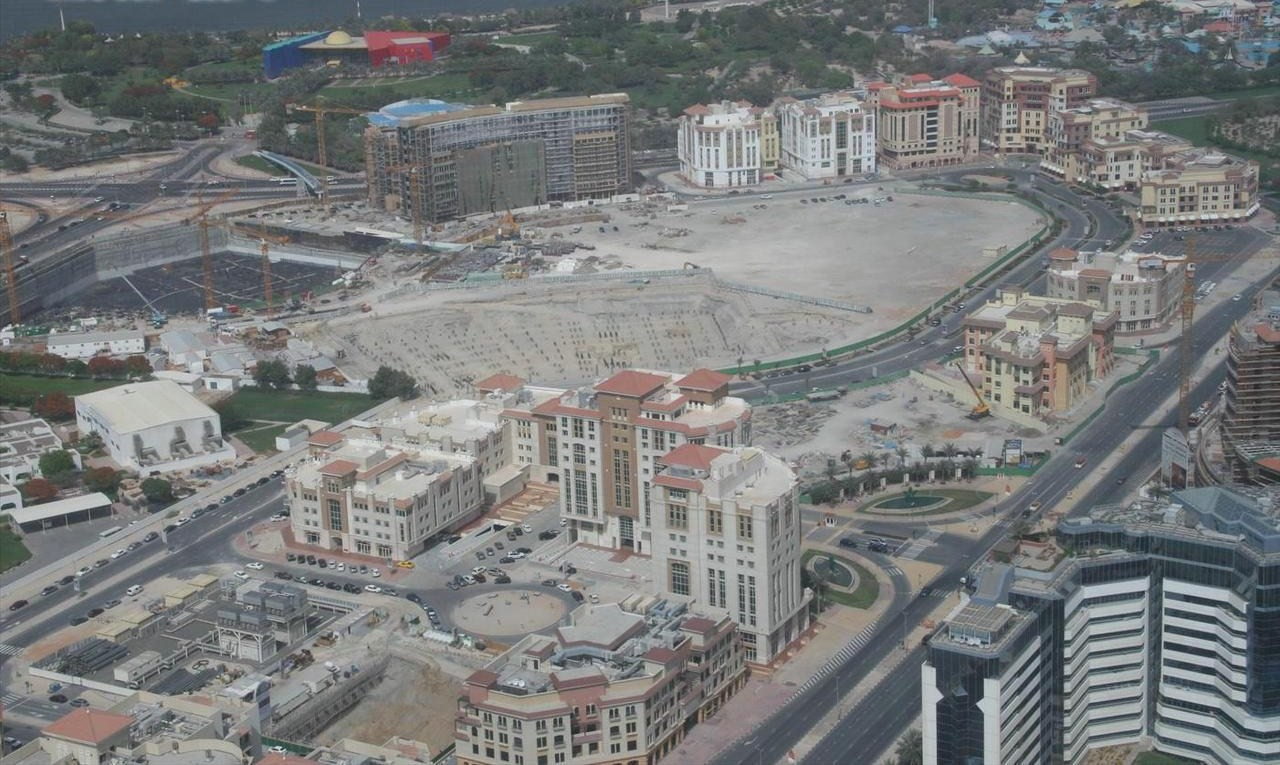
مدينة دبي الطبية

## البنية التحتية
وصل عدد المستشفيات والمراكز الطبية في نهاية عام 2021 إلى 166 مستشفى منها 54 مستشفى حكومياً و112 مستشفى خاصاً، فيما بلغ عدد المراكز الطبية والعيادات نحو 5301 مركز وعيادة، بينما بلغ إجمالي عدد الأسرّة في المستشفيات نحو18363 سريراً منها 9784 سريراً في الحكومية و8579 سريراً في الخاص.
كما بلغ إجمالي القوى العاملة الصحية في القطاع الطبي في عام 2021 نحو 135.929 عاملاً موزعين بواقع 27.268 طبيباً، و7476 طبيب أسنان و12.481 صيدلياً و59.798 ممرضاً و28.906 فنيين طبيين بما يشمل أخصائي الأشعة والمختبرات.

## إستراتيجية 2023-2026 خطة منهجية لبناء منظومة صحية رائدة عالمياً
تمتاز استراتيجية 2023-2026 بتنوع المبادرات والمشاريع التي تُعزّز خطط وزارة الصحة لتحقيق ريادة القطاع الصحي وتتمثل رسالة الوزارة في السعي لحوكمة منظومة صحية وقائية وعلاجية متكاملة، من خلال تطوير سياسات وتشريعات رائدة، وإدارة برامج الصحة العامة لضمان خدمات صحية استباقية مترابطة شاملة ومبتكرة قائمة على بيانات رقمية وكفاءات متخصصة مؤهلة. 

## مؤسسة الإمارات للخدمات الصحية
تم إنشاء مؤسسة الإمارات للخدمات الصحية بهدف تعزيز كفاءة القطاع الصحي الاتحادي في الدولة وتوفير خدمات الرعاية الصحية والعلاجية، واتخاذ التدابير الوقائية ومكافحة الأوبئة والأمراض، وتحقيق التنمية المستدامة للرعاية الصحية، ويتبع لهاالمجلس الاستشاري لممثلي المرضى وعائلاتهم ومجلس شباب مؤسسة الإمارات للخدمات الصحية
ومن أبرز المبادرات التي أطلقتها المؤسسة:
- الحملة الترويجية لخدمات التطبيب عن بُعد
- حملات التبرع بالدم
- برنامج الابتعاث للتمريض
- برنامج ثقة لدعم مقدّمِي الرعاية الصحية عند حصول حدثٍ جسيمٍ
- مبادرة تعزيز جاذبية مهنة التمريض
- مبادرة صوتكم واصل

## مبادرات هدفها تحقيق الصحة للجميع
تهدف دولة الإمارات إلى تعزيز نظام صحي متطور ومتكامل ومتاح للكل مواطنين ومقيمين من خلال عدة مبادرات أهمها:
- الحملات المجانية للفحص المبكر عن سرطان الثدي

- برنامج التشخيص المبكر للسكري

تم العمل على الحد من انتشار المرض من 19.3 % إلى 16.28 % بحلول عام 2021
- عيادات صحة المسافرين

توفر العيادات لقاحات دولية لعدة أمراض مثل :الحمى الصفراء والالتهاب الكبدي، وذلك للمواطنين والمقيمين والزائرين .
- عيادات الخير

تقدم هذه العيادات استشارات طبية مجانية لكافة أفراد المجتمع في كافة المستشفيات التابعة لوزارة الصحة الإماراتية
- تسجيل ومراقبة كافة أصناف الأدوية الصيدلانية

- السلامة الدوائية والإبلاغ عن الأدوية الضارة

- مشورات إلكترونية

- شراكات دولة الإمارات مع مراكز البحوث الطبية

تعقد دولة الإمارات شراكات طويلة الأمد مع مراكز بحثية متميزة مثل: مركز إمبريال كوليدج لندن للسكري.

## أمراض القلب والأوعية الدموية
تُعتبر أمراض القلب والأوعية الدموية السبب الرئيسي للوفاة في الإمارات العربية المتحدة، وتشكل 28 في المائة من إجمالي الوفيات. الأسباب الرئيسية الأخرى هي الحوادث والإصابات والأورام الخبيثة والتشوهات الخلقية.

## الإيدز
في عام 1985، أنشأت دولة الإمارات العربية المتحدة برنامجًا وطنيًا لمنع انتقال متلازمة نقص المناعة المكتسب (الإيدز) والسيطرة على دخولها إلى الدولة. وفقًا لتقديرات منظمة الصحة العالمية، في 2002-2003، هُناك أقل من 1,000 شخص في الإمارات العربية المتحدة مصابين بفيروس نقص المناعة البشرية الإيدز.وقد أشار تقرير أصدرته الهيئة الاتحادية للتنافسية والإحصاء إلى أن الإمارات نجحت في تحقيق المركز الأول عالمياً في مؤشر قلة معدل انتشار فيروس نقص المناعة البشرية الصادر ضمن تقرير تنافسية السياحة والسفر،

## السمنة
السمنة هي مصدر قلق صحي متزايد مع مسؤولي الصحة الذين صرحوا أن السمنة هي واحدة من الأسباب الرئيسية للوفيات التي يمكن الوقاية منها في دولة الإمارات العربية المتحدة. وفقًا لمجلة فوربس،كانت الإمارات العربية المتحدة تحتل المرتبة الأولى في قائمة الدول الأكثر بدانة لعام 2007 بنسبة 68.3% من مواطنيها ذوي الوزن غير الصحي.
وإنه وفق قائمة الدول حسب معدل السمنة في عام 2016 كانت الإمارات العربية المتحدة في المركز 20 عالمياُ بنسبة 31.70% وذلك في انخفاض ملحوظ عن 2007
وفي عام 2022 كانت الإمارات العربية المتحدة في المركز 12 عربياً بنسبة 40.8% 

## السكري
كان واحد من كل أربعة مواطنين في الإمارات العربية المتحدة يعاني من مرض السكري، بمعدل يقارب 20% للمقيمين، و 25% للمواطنين الإماراتيين. أعلن المجلس الوزاري لدولة الإمارات العربية المتحدة عام 2009 «عام مكافحة مرض السكري» في 11 يناير 2009.
وقد أدت جهود وزارة الصحة الإماراتية إلى تخفيض نسية الإصابة بالمرض إلى 11.8% من إجمالي سكان الدولة وذلك لعام 2024

## الصحة النفسية
أصدرت الحكومة الاتحادية السياسة الوطنية لتعزيز الصحة النفسية عام 2017 من أجل تشكيل إطار وطني متعدد القطاعات لتطوير خدمات الصحة النفسية في دولة الإمارات وتهدف السياسة إلى مواكبةالتطورات في مجال الصحة النفسية، والحفاظ على حقوق المريض النفسي وضمان توفير الرعاية الصحية اللازمة له، و زيادة الأهمية التي تعطى للصحة النفسية في دولة الإمارات، وجعل الخدمات النفسية في متناول الجميع.

### أماكن تقديم خدمات الصحة النفسية
من أبرز المستشفيات التي تقدم خدمات الصحة النفسية في عياداتها:

#### إمارة دبي

###### مستشفى الأمل للصحة النفسية
مستشفى الأمل هو أول مستشفى متخصص  معتمد دولياً من اللجنة الدولية المشتركة (JCI) في مجال الصحة النفسية على مستوى الشرق الأوسط،، وحاصل على الاعتماد الدولي للصحة والسلامة المهنية من هيئة التصنيف البريطانيةويقدم المستشفى خدمات العيادة النفسية للأطفال والمراهقين، والبالغين، وكبار السن، بالإضافة إلى عيادة علاج الإدمان، والعيادة النفسية لأصحاب الهمم، وعيادة الطب النفسي العدلي 

#### إمارة الشارقة
مستشفى القاسمي، مستشفى الكويت- الشارقة،مستشفى خورفكـان، مستشفى القاسمي للنساء والولادة

#### إمارة الفجيرة
مستشفى الفجيرة

#### إمارة راس الخيمة
مستشفى ابراهيم بن حمد عبيدالله، مستشفى شعم

## التأمين الصحي
تعطي دولة الإمارات التأمين الصحي اهتماماً خاصاً، وتوفره للمواطنين بالمجان. كما تقدم تغطية طبية شاملة لكل الشرائح، بخاصة أصحاب الهمم وكبار السن. وأصدرت تشريعاً خاصاً يعنى بأصحاب الهمم.

## البرنامج الوطني للتبرع وزراعة الأعضاء والأنسجة البشرية (حياة)
"حياة" هو برنامج وطني يهدف إلى دعم جهود الدولة الرامية إلى تشجيع الأفراد على التبرع بأعضائهم وأنسجتهم، وفقاً للمعايير والممارسات الدولية المتبعة في هذا المجالوتنظيـم عمليـات النقـل والتبـرع وتطويرها وتوفير الرعاية الصحية لمرضى القصور العضوي وقد ارتفع عدد المسجلين للتبرع في برنامج "حياة" إلى 32,704 فرد مسجل للتبرع، كما بلغ عدد المتبرعين في الإمارات 331 شخصاً،كما وصل عدد الأعضاء المزروعة في الدولة إلى 1216 عضواً

رسم بياني للشكل الخلوي المضاعف للصبغيات عند الإنسان، يبين تنظيم الجينوم البشري على هيئة صبغيات

## برنامج الجينوم الإماراتي
برنامج الجينوم الإماراتي هو مشروع وطني يهدف إلى استخدام البيانات الجينية الوراثية لمواطني دولة الامارات، وتحليلها والاستفادة منها في تحسين الصحة العامة للإماراتيين. يعمل البرنامج على تزويد المواطنين بجنيوم مرجعي خاص ودمج البيانات الجينية بقاعدة البيانات الخاصة بإدارة الرعاية الصحيةوبهدف البرنامج إلى تعزيز الوقاية من الأمراض الوراثية والمزمنة مثل: السمنة والسكري وضغط الدم وأمراض السرطان والربو والوصول إلى علاج شخصي لكل مريض حسب العوامل الوراثية  انطلق المشروع في يناير عام 2021ويدار المشروع من قيل مجلس الإمارات للجينوم، برئاسة الشيخ خالد بن محمد بن زايد آل نهيان، ويعمل البرنامج بإشراف وزارة الصحة ووقاية المجتمع ومؤسسة الإمارات للخدمات الصحية، ودائرة الصحة - أبوظبي، وهيئة الصحة بدبي ومؤسسة دبي الصحية بالشراكة مع:
- جامعة خليفة
- جامعة محمد بن زايد للذكاء الاصطناعي
- جامعة الإمارات العربية المتحدة
- جامعة نيويورك - أبوظبي
- جامعة محمد بن راشد للطب والعلوم الصحية
- جامعة الشارقة
- «جي 42 للرعاية الصحية»،
- مركز أبوظبي للخلايا الجذعية
- كليفلاند كلينك أبوظبي
- شركة أبوظبي للخدمات الصحية «صحة».

وقدحقق برنامج الجينوم الإماراتي رقماً قياسياً جديداً بجمع أكثر من 800 ألف عينة من المواطنين و تم التوصل إلى اكتشاف 12% من المتغيرات الجينية الجديدة التي تضمن أن أكثر من 25% من الإماراتيين لديهم جينات تجعلهم أكثر قدرة على التعامل مع الضغوط النفسية، وأن 46% من الإماراتيين لديهم متغيرات جينية تساعد على هضم اللاكتوز في منتجات الألبان، وأن 20% من الأجيال القادمة من الإماراتيين لديهم مخاطر أعلى للإصابة بداء السكري من النوع الأول.

## إنجازات
- تحتل الإمارات المركز الأول عالمياً في عدد المنشآت «المعتمدة» كما حاز أكثر من 85 في المئة من المستشفيات على الاعتماد الدولي.[25][26]
- حققت دولة الإمارات على إنجازاً في " مجال التكنولوجيا الطبية الروبوتية "على مستوى تطبيق"تقنيات الجراحات والمناظير الروبوتية" عبر استخدام الروبوت الآلي " دافنشي" في عمليات جراحة القلب والمسالك البولية والجراحة العامة واستخدام تقنية " Corindus/Corpath 200" في إجراء عمليات القسطرة القلبية وعلاج الخلل في كهربائيات القلب [27]

- التوسع بتعميم الصيدلية الذكية داخل المنشآت الصحية،حيث أطلقت مؤسسة الإمارات للخدمات الصحية أربع صيدليات روبوتية ذكية في عدة مستشفيات بهدف التوسع في أتمتة عمليات تقديم الخدمات الصيدلانيةو أعلنت عن اطلاق نظام الصرف الذاتي للأدوية الأول من نوعه في المنطقة المرتبط بالروبوتات [28][29]
- جاءت الإمارات الأولى عالمياً في التحصين ضد الحصبة وذلك وفق تقارير التنافسية العالمية الصادرة عن المنظمات الدولية. [3]
- تميزت دولة الإمارات العربية المتحدة بحصولها على الاعتماد الكندي الماسي، لجميع المراكز التخصصية بطب الأسنان التابعة لوزارة الصحة ووقاية المجتمع، كأول مؤسسة صحية في العالم خارج كندا تحصل على هذا الاعتماد الرفيع.[30]
- تم تشييد الغرف الذكية لتقديم خدمات ترفيهية للمرضى وربط ملفاتهم الطبية بالمستشفيات بهدف تقديم رعاية شاملة وفاعلة.[25]
- حصدت دولة الإمارات المركز الأول عالمياً على مؤشر «بلومبيرج» لأفضل الدول مرونة في التعامل مع جائحة «كوفيد 19» وتقدمت الإمارات على دول مثل فنلندا والمملكة المتحدة والنرويج وإسبانيا وكندا وهونج كونج والولايات المتحدة[31]
- أصبحت دولة الإمارات ضمن أفضل الوجهات العالمية للسياحة العلاجية في العالم، حيث سجلت مبيعات السياحة العلاجية في الإمارات 12.1 مليار درهم في 2018 بفضل الثقة الدولية المتنامية بقطاعها الصحي[26]
- ارتفع إجمالي عدد المرضى الذين أجريت لهم عمليات زرع أعضاء داخل البلاد إلى 1167 شخصاً بحلول عام 2024، [20]

## روابط خارجية
برنامج الجينوم الإماراتي